# Filozofia umysłu

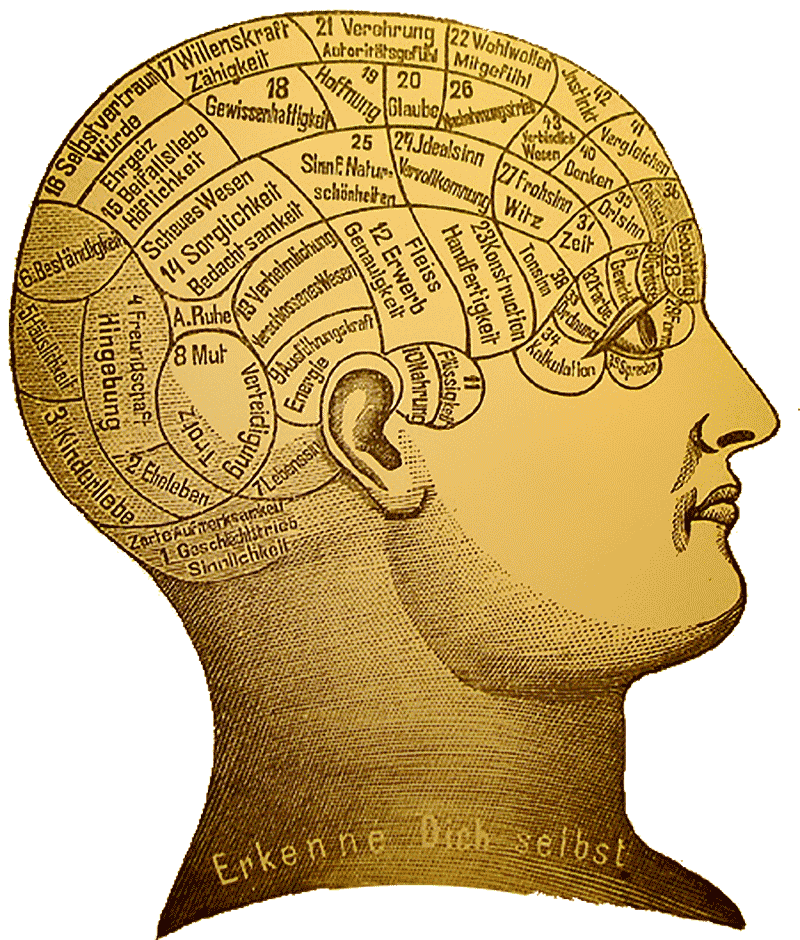
Frenologiczna mapa mózgu. Frenologia była jedną z pierwszych prób powiązania funkcji mentalnych z konkretnymi częściami mózgu. Współcześnie uważana jest za pseudonaukę

Filozofia umysłu – dziedzina filozofii zajmująca się badaniami umysłu, zjawisk mentalnych, funkcji mentalnych, własności mentalnych, świadomości oraz ich relacji wobec ciała, a zwłaszcza względem mózgu. Problem umysł-ciało jest powszechnie uważany za kluczowy w filozofii umysłu, jednakże należy pamiętać, że na jej gruncie rozważa się także kwestie częściowo lub całkowicie niezależne od relacji umysł-ciało. Przykładem tego są pytania o własności konkretnych zjawisk mentalnych, np. pamięci, doświadczenia wzrokowego, uczenia się, myślenia matematycznego, emocji.

## Problem umysł-ciało

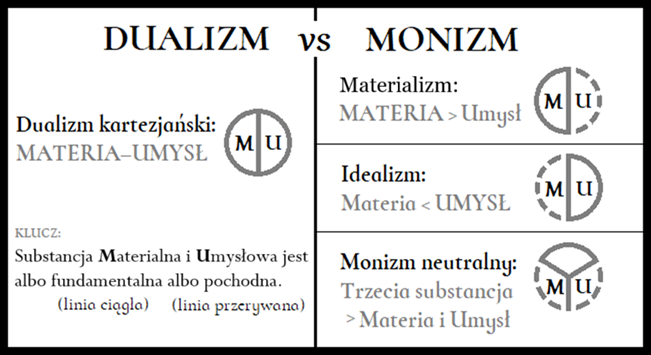
Diagram przedstawiający relacje między różnymi poglądami dotyczącymi związku między świadomością a światem fizycznym.

Problem umysł-ciało dotyczy relacji między umysłem, procesami mentalnymi a stanami lub procesami cielesnymi. Głównym zadaniem filozofów pracujących w tej dziedzinie jest określenie natury umysłu oraz stanów/procesów mentalnych, a także tego, jak, jeśli w ogóle, ciało wpływa na umysł i vice versa.
Posłużmy się przykładem, aby zilustrować problemy związane ze współistnieniem świata „obiektywnego” (przedmiotów) i świata „subiektywnego” (doznań). Zacznijmy od analizy „zdroworozsądkowej”.
Nasze doświadczenia zmysłowe – na przykład zapach pizzy – są wywołane przez bodźce pochodzące od naszych narządów zmysłów. Odczuwamy je subiektywnie na sposób przyjemny bądź nieprzyjemny; przyjemnemu odczuciu może towarzyszyć subiektywne pragnienie zjedzenia pizzy. Sięgamy więc po kawałek. Wydaje nam się, że to nasze pragnienie zjedzenia pizzy powoduje, że wyciągamy rękę w odpowiedni sposób i w odpowiednim kierunku, aby osiągnąć to, czego pragniemy. Pojawia się więc pytanie, jak to możliwe, że świadome doświadczenia wyłaniają się z tkanki mózgowej, w której zachodzą wyłącznie zjawiska elektrochemiczne oraz jak to możliwe, że coś, co przydarza nam się subiektywnie (przyjemne odczucie związane z zapachem pizzy; chęć zjedzenia pizzy), wywołuje proces fizyczny (ruch ręki). Problem ten można również wyrazić następująco: w jaki sposób czyjeś postawy propozycjonalne (np. przekonania, pragnienia) powodują aktywację określonych neuronów i mięśni?
Niektórzy filozofowie twierdzą, że większość ludzi jest „zdroworozsądkowymi dualistami”, ponieważ wyraźnie odczuwa różnicę pomiędzy zjawiskami „subiektywnymi”/podmiotowymi (chęć, emocja, myślenie o czymś) a „obiektywnymi”/przedmiotowymi (stół, ręka, mózg).
Dwoma podstawowymi stanowiskami w sprawie problemu umysł-ciało są dualizm i monizm.
Początki dualizmu można odnaleźć już u Platona albo na gruncie filozofii indyjskiej w szkołach Sankhji i Jogi. Słynnym dualistą był Kartezjusz. Dualiści substancjalni twierdzą, że istniejącą dwie niezależne substancje: „umysł” i „ciało”. Dualiści własności uważają natomiast, że umysł nie jest oddzielną substancją, lecz stanowi grupę niezależnych własności, które wyłoniły się z mózgu i nie mogą zostać do niego zredukowane.
Moniści twierdzą, że umysł i ciało nie są ontycznie różniącymi się bytami (niezależnymi substancjami). Pogląd ten w filozofii Zachodu pojawił się po raz pierwszy w V wieku p.n.e. w myśli Parmenidesa i został rozpowszechniony przez XVII-wiecznego racjonalistę – Barucha Spinozę. Fizykaliści twierdzą, że istnieją jedynie obiekty postulowane przez teorie fizyczne i w miarę ich rozwoju procesy mentalne zostaną ostatecznie wytłumaczone w kategoriach tych teorii. Fizykaliści zajmują różne stanowiska wobec możliwości zredukowania własności mentalnych do własności fizykalnych (wielu z nich przyjmuje dające się pogodzić z fizykalizmem formy dualizmu własności), zaś sam status ontologiczny takich własności mentalnych pozostaje czasem nieokreślony . Idealiści utrzymują, że w najpełniejszym sensie istnieje tylko umysł, a świat zewnętrzny posiada pewne cechy umysłu lub stanowi wytwór umysłu o niejasnym statusie ontologicznym. Moniści neutralni tacy jak Ernst Mach i William James utrzymywali, że o zdarzeniach w świecie możemy myśleć w kategoriach umysłowych albo fizycznych w zależności od tego, w jakich relacjach występują. Z kolei moniści dwuaspektowi (np. Spinoza) twierdzą, że istnieje jakaś inna, neutralna substancja, a umysł i ciało stanowią własności tej nieznanej substancji.
Większość współczesnych filozofów umysłu przyjmuje redukcyjne albo nieredukcyjne stanowisko fizykalne, utrzymując na różne sposoby, że umysł nie jest czymś, co mogłoby być oddzielone od ciała. Takie podejście stało się szczególnie wpływowe na gruncie nauk przyrodniczych, przede wszystkim w dziedzinie socjobiologii, psychologii ewolucyjnej oraz w różnorakich neuronaukach. Redukcjoniści fizykalni zakładają, że wszystkie stany i własności mentalne zostaną ostatecznie wyjaśnione poprzez naukowe badania stanów i procesów fizjologicznych. Fizykaliści nieredukcyjni utrzymują, że chociaż umysł nie jest samoistną substancją, to własności mentalne superweniują na własnościach fizycznych, lub też, że terminy stosowane w opisach pierwszoosobowych są niezastępowalne i nie mogą zostać zredukowane do języka i wyjaśnień niższego poziomu dostarczanych przez fizykę. Postępujący rozwój neuronauki pomógł w rozjaśnieniu niektórych z tych problemów, jednak są one jeszcze dalekie od rozwiązania. Współcześni filozofowie umysłu wciąż podejmują próby wytłumaczenia jakości subiektywnych oraz intencjonalności stanów mentalnych w kategoriach naturalistycznych.

## Dualistyczne rozwiązanie problemu umysł-ciało
Dualizm umysł-ciało (psychofizyczny) to zbiór poglądów na temat relacji pomiędzy umysłem i materią (ciałem). Punktem wyjścia jest twierdzenie, że zjawiska mentalne nie są, pod niektórymi względami, fizyczne. Jedno z pierwszych sformułowań dualizmu psychofizycznego pojawia się w szkołach filozofii hinduistycznej, m.in. Sańkja i Joga (ok. 650 r. p.n.e.), gdzie w świecie wyróżnia się puruszę (niezmienny umysł/duch) i prakriti (zmienna substancja poznawalna zmysłowo), zob. np. Jogasutry Patanjaliego.
W filozofii Zachodu jedne z najwcześniejszych dyskusji na temat dualizmu odnajdujemy w pismach Platona, który utrzymywał, że ludzka „inteligencja” (będąca zdolnością umysłu lub duszy) nie może zostać utożsamiona z ciałem ani wyjaśniona w jego kategoriach. Jednak najbardziej znana wersja dualizmu pochodzi od Kartezjusza (Medytacje o filozofii pierwszej, 1641), który twierdził, że umysł jest nierozciągłą, niefizyczną substancją – „res cogitans”. Kartezjusz jako pierwszy utożsamił umysł ze świadomością i samoświadomością oraz oddzielił pojęcie „umysł” od mózgu, który z kolei uznał za siedzibę inteligencji. Z tego względu uznaje się często, że to on sformułował problem umysł-ciało w postaci, która funkcjonuje do dzisiaj.

### Argumenty za dualizmem
Najczęściej stosowany argument na rzecz dualizmu odwołuje się do zdroworozsądkowej intuicji, że świadome doświadczenie jest różne od nieożywionej materii. Gdyby spytać, czym jest umysł, przeciętny człowiek mógłby odpowiedzieć, że umysł jest tożsamy z „nim samym”, z jego osobowością, duszą albo czymś innym tego typu. Sugestię, że „jego” umysł jest po prostu mózgiem, mógłby uznać za absurdalną i niezrozumiałą. Wielu współczesnych filozofów umysłu uważa, że tego typu intuicje są zwodnicze i że powinniśmy zbadać je krytycznie, odwołując się do empirycznej wiedzy naukowej, by ustalić, czy są one uzasadnione.
Inny ważny argument za dualizmem głosi, że to, co mentalne, i to, co fizyczne, zdaje się mieć różne i nie dające się pogodzić własności. Zdarzenia mentalne mają subiektywną jakość, podczas gdy zdarzenia fizyczne nie. Zatem przykładowo, ktoś może rozsądnie zapytać, jak to jest mieć oparzony palec, jak wygląda niebieskie niebo albo jakie to uczucie słuchać swojego ulubionego utworu muzycznego. Ale pytanie o to, jak to jest czuć wzmożony wychwyt kwasu glutaminowego w grzbietowo-bocznej części hipokampa, jest bezsensowne lub przynajmniej dziwne.
Filozofowie umysłu nazywają subiektywne aspekty zdarzeń mentalnych „qualiami”. Qualia określane są jako: „jak to jest czuć ból”, „jak to jest widzieć określony odcień błękitu” itp. Ból odczuwa się „jakoś”. Frank Cameron Jackson argumentował na rzecz tezy, że nawet posiadając pełną wiedzę na temat czyjegoś mózgu, wciąż nie mamy dostępu do qualiów tej osoby. W jego artykule opisywany jest pewien człowiek (Fred), który ma tak wyczulony aparat wzrokowy, że rozróżnia kolor czerwony bardziej wyraziście niż wszyscy inni ludzie. Dostępne są mu „inne jakości” czerwieni, których nie doświadcza nikt poza nim, nawet naukowcy badający jego mózg.
Z tymi zdarzeniami mentalnymi związane są qualia, które wydają się szczególnie trudnymi do sprowadzenia do czegokolwiek fizycznego. David Chalmers wyjaśnia ten argument następująco: można sobie wyobrazić, że znamy wszystkie obiektywne informacje o takich rzeczach jak stany mózgu oraz długości fal światła, które towarzyszą widzeniu koloru czerwonego, lecz wciąż nie będziemy wiedzieć czegoś fundamentalnego o tej sytuacji – jak to jest widzieć kolor czerwony.
Jeśli świadomość (umysł) może istnieć niezależnie od fizycznej rzeczywistości (mózgu), należy wyjaśnić, jak wpływają one na siebie nawzajem, innymi słowy, w jaki sposób (niematerialny) umysł jest „sprzęgnięty” z (materialnym) ciałem. Kartezjusz zaproponował, że miejscem, w którym to następuje, jest szyszynka. Inne wyjaśnienie zaproponowali m.in. Arnold Geulincx i Nicolas Malebranche. Ich zdaniem wszystkie interakcje pomiędzy umysłem i ciałem wymagają bezpośredniej interwencji Boga.
Inny możliwy argument, wysunięty przez C.S. Lewisa, to argument z rozumu: jeśli rację mają moniści i wszystkie nasze myśli są skutkami przyczyn fizycznych, wtedy nie mamy powodu by zakładać, że są one także konsekwencjami racjonalnego podłoża. Chociaż wiedza jest nabywana poprzez rozumowanie od podstaw do następstw, to jeśli monizm jest poprawny, nie powinien istnieć sposób dowiedzenia się tego – albo czegokolwiek innego – nie powinniśmy tego nawet przypuszczać, chyba że przez przypadek.
Argument z logicznej możliwości istnienia zombi bazuje na eksperymencie myślowym zaproponowanym przez Todda Moody’ego i rozwiniętym przez Davida Chalmersa w jego książce Świadomy umysł. Podstawowa idea jest taka, że można wyobrazić sobie istnienie ciała ludzkiego bez jakichkolwiek związanych z nim stanów świadomych. Chalmers twierdzi, że jest to możliwe, ponieważ wystarczy, aby prawdziwe było wszystko i tylko to, co na temat owego zombie mówią nauki przyrodnicze. Jest to względnie łatwe do wyobrażenia, ponieważ żadna z tych nauk nie odwołuje się do świadomości ani innych zjawisk mentalnych, a każde zjawisko fizyczne można (z definicji) opisać naukowo językiem fizyki. Inni, jak chociażby Dennett, kontrargumentują, że pojęcie filozoficznego zombie jest niespójne albo mało prawdopodobne. Wychodząc z pozycji fizykalizmu, twierdzi on, że albo wszyscy uważają, że są zombie, albo nikt nie uważa, że jest zombie, skoro poczucie bycia lub nie bycia zombie wynika ze zjawisk fizycznych zachodzących w ludzkich mózgach. Dennett pisze tak: „Zombie myślą, że są świadome, myślą, że mają qualia, myślą, że czują ból – one się po prostu mylą (wedle tej godnej pożałowania tradycji) na sposób, którego ani one, ani my nie moglibyśmy kiedykolwiek odkryć”.

### Odmiany dualizmu: zależności ontologiczne
Dualista może mieć różny pogląd na temat zależności ontologicznych pomiędzy umysłem i ciałem: czy któraś z tych płaszczyzn bytu ma pierwszeństwo, czy różnice te występują faktycznie na podłożu dwóch różnych typów bytu czy tylko dwóch różnych właściwości jednego rodzaju bytu itp.
Dualizm substancji to stanowisko reprezentowane choćby przez jednego z najbardziej znanych dualistów europejskich, Kartezjusza. Kartezjusz uważał, że istnieją dwa zasadniczo odmienne typy bytów: res extensa (czyli „rzecz rozciągła”, odpowiadająca bytom fizycznym/materialnym) oraz res cogitans (czyli „rzecz myśląca”, odpowiadająca bytom/zjawiskom mentalnym/psychicznym/subiektywnym). Ze względu na kluczowe różnice pomiędzy właściwościami tych bytów (np. res extensa zajmuje miejsce w przestrzeni, a obiekty mentalne – nie) są to po prostu odrębne, niedające się do siebie nawzajem zredukować płaszczyzny rzeczywistości. Można powiedzieć, że jest to najbardziej „klasyczna” i jednocześnie jaskrawa postać dualizmu.
Dualizm własności to stanowisko, zgodnie z którym istnieje tylko jeden rodzaj bytu (w języku metafizyki Arystotelesa: substancji), choć ma ona dwa typy własności (u Arystotelesa: przypadłości): fizyczne i mentalne. Innymi słowy, jest to stanowisko, zgodnie z którym niefizyczne, mentalne właściwości (takie jak przekonania, pragnienia i emocje) mieszczą się w niektórych ciałach, mających również cechy fizyczne (w mózgu). Pojęcie dualizmu własności zyskało w ostatnich latach na popularności (jego zwolennikiem jest m.in. David Chalmers), choć zostało ono zaproponowane już w XIX wieku przez Williama Jamesa. Różne wersje tego stanowiska postulują odmienne sposoby oddziaływania przyczynowego własności mentalnych i fizycznych.
Blisko spokrewniona z dualizmem własności jest teoria dwóch aspektów (czasem: monizm dwóch aspektów), która zakłada, że to, co mentalne i to, co fizyczne, to dwa aspekty albo dwa spojrzenia na jedną substancję. Teoria dwóch aspektów głosi, że to, co mentalne i to, co fizyczne to manifestacje (przejawy) jakiejś niezdefiniowanej „trzeciej” substancji, istoty albo nieokreślonego procesu, który sam w sobie nie jest ani mentalny ani fizyczny. Różne sformułowania teorii dwóch aspektów wymagają także tego by to, co mentalne i to, co fizyczne było ze sobą komplementarne (mogące na siebie wzajemnie wpływać), nieredukowalne do siebie nawzajem i być może nierozdzielne (niemogące występować poza ich połączeniem w ramach owej „trzeciej” substancji), choć różne. W praktyce jest to jednak stanowisko pośrednie pomiędzy dualizmem a monizmem i pod pewnymi względami jest podobne do monizmu neutralnego (zob. niżej).
Silny emergentyzm to stanowisko zakładające, że gdy materia jest odpowiednio zorganizowana (np. tak, jak zorganizowane jest żywe ludzkie ciało), właściwości mentalne wyłaniają się („emergują”), nie dając się w pełni wytłumaczyć przez prawa fizyki. Jest to więc forma materializmu emergentnego. Te wyłaniające się właściwości mają niezależny status ontologiczny. Właściwości mentalne nie mogą być zredukowane lub wytłumaczone w kategoriach podłoża fizycznego, z którego się wyłaniają, choć są one zależne od własności fizycznych. Krótko mówiąc, zgodnie z teorią silnego emergentyzmu, zjawiska mentalne faktycznie różnią się jakościowo od zjawisk fizycznych, jednak ta pierwsza „płaszczyzna bytu” wyłoniła się z drugiej w toku ewolucji Wszechświata. Pokrewny pogląd na tę kwestię miał m.in. Nicolai Hartmann, który uważał, że świat podzielony jest na oddzielone od siebie „warstwy ontologiczne”.
Hylemorfizm to teoria utworzona przez Arystotelesa. Przyjmuje ona, że substancje składają się z materii i formy. Teoria ta stosuje się do istot żyjących, w tym człowieka, który jest złożeniem ciała (materii) i duszy (formy). Dusza jako forma jest zasadą żywego organizmu. Dzięki tej zasadzie organizm jest właśnie organizmem, bez niej mielibyśmy do czynienia tylko z bezwładną nieożywioną strukturą (zwłokami).

### Odmiany dualizmu: oddziaływanie przyczynowe
W ramach dualizmu można mieć różny pogląd na temat tego, w jaki sposób owe dwie niezależnie istniejące płaszczyzny bytu, jakimi są umysł i ciało, miałyby ze sobą oddziaływać. Wyróżnia się tu zwykle kilka stanowisk:
Dualizm interakcjonistyczny jest szczególną formą dualizmu, za którą jako pierwszy opowiedział się Kartezjusz w swoich Medytacjach. W XX wieku zagorzałymi zwolennikami tego stanowiska byli Karl Popper i John Carew Eccles. Jest to pogląd, że stany mentalne, takie jak przekonania i pragnienia, przyczynowo oddziałują na stany fizyczne.
Słynny argument Kartezjusza za tym stanowiskiem można zreferować, odwołując się do hipotetycznego człowieka o imieniu Stefan. Posiada on jasne i wyraźne pojęcie swojego umysłu jako rzeczy myślącej i nierozciągłej (tzn. umysł nie ma długości, ciężkości, wysokości itd.) Stefan ma równie jasne i wyraźne pojęcie swojego ciała jako czegoś przestrzennie rozciągłego, podlegającego pomiarom ilościowym i niezdolnego do myślenia. Z tego wynika, że umysł i ciało nie są tożsame, ponieważ mają radykalnie różne właściwości.
Jednocześnie jest jasne, że stany mentalne (pragnienia, przekonania itp.) przyczynowo oddziałują na jego ciało i vice versa: dziecko dotyka gorącej kuchenki (zdarzenie fizyczne), to powoduje ból (zdarzenie mentalne), który wywołuje krzyk (zdarzenie fizyczne). To z kolei u opiekuna budzi poczucie lęku i troski o dziecko (zdarzenia mentalne) itd. Co istotne, teza Kartezjusza opiera się na przesłance, iż to, co Stefan uzna za „jasne i wyraźne” w swoim umyśle, jest z konieczności takim naprawdę (zob. prawda). Wielu współczesnych filozofów nie zgadza się z tym.

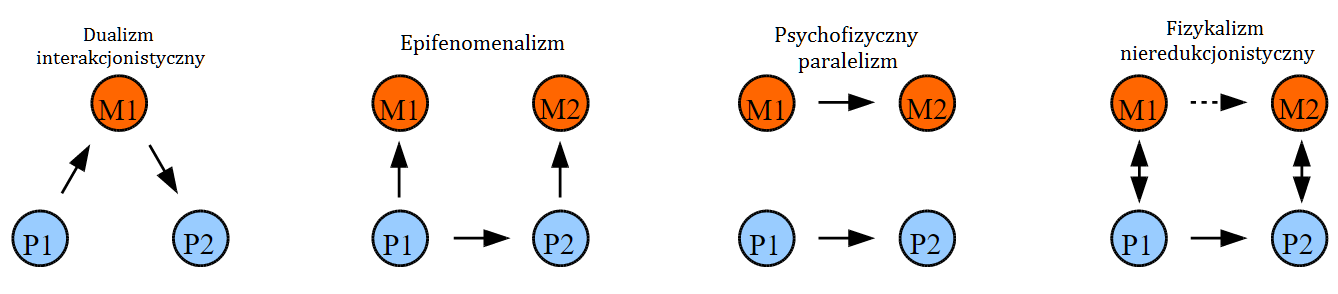
Cztery odmiany dualizmu. Strzałki wskazują kierunek oddziaływania przyczynowego. Okazjonalizm został pominięty

Paralelizm psychofizyczny (paralelizm) jest poglądem, iż umysł i ciało, choć posiadają odrębny status ontologiczny, nie wpływają na siebie wzajemnie. Działają na równoległych „płaszczyznach” (procesy umysłowe przyczynowo oddziałują tylko z procesami umysłowymi, a neurologiczne tylko z neurologicznymi) i tylko wydają się mieć na siebie wpływ. Powyższego poglądu w sposób szczególny bronił Gottfried Leibniz który uważał, że Bóg rozmieścił rzeczy z wyprzedzeniem w taki sposób, że umysły i ciała są ze sobą w harmonii. Twierdzenie to jest znane jako doktryna harmonii przedustawnej
Okazjonalizm jest stanowiskiem, zgodnie z którym to, co uważamy za związki przyczynowe pomiędzy zdarzeniami fizycznymi lub pomiędzy zdarzeniami fizycznymi i mentalnymi, nie ma wcale charakteru przyczynowego. Podczas gdy ciało i umysł stanowią różne substancje, przyczyny (i mentalne, i fizyczne) są powiązane ze swymi skutkami przez akt Bożej interwencji w każdej specyficznej sytuacji. Zwolennikiem okazjonalizmu był m.in. Nicolas Malebranche.
Epifenomenalizm jest doktryną po raz pierwszy zdefiniowaną przez Thomasa Henry’ego Huxleya. Jest to pogląd, że zjawiska mentalne nie są sprawcze przyczynowo, tzn. stany mentalne nie mają żadnego wpływu na stany fizyczne, a zjawiska mentalne są skutkami (ale nie przyczynami) zjawisk fizycznych. Zdarzenia fizyczne mogą powodować inne zdarzenia fizyczne oraz zdarzenia mentalne, jednak te drugie nie mogą niczego spowodować, ponieważ są one jedynie przyczynowo obojętnym produktem ubocznym (tj. epifenomenem) świata fizycznego . Współcześnie najbardziej stanowczo poglądu tego bronił Frank Jackson.

## Monistyczne rozwiązania problemu umysł-ciało
W przeciwieństwie do dualistów, moniści nie uznają istnienia żadnych fundamentalnych podziałów metafizycznych – świat jest jednolity ontologicznie. Monistyczny charakter rzeczywistości jest od ponad 2 tysięcy lat obecny w niektórych kierunkach filozofii indyjskiej i chińskiej. Obecnie najbardziej powszechną formą monizmu w filozofii zachodniej jest fizykalizm. Monizm fizykalistyczny zakłada, iż wszystko, co istnieje, ma charakter fizyczny, gdzie słowo „fizyczny” rozumiane jest zgodnie z aktualnym stanem wiedzy w fizyce. Możliwych jest jednak wiele różnych sformułowań monizmu.
Jednym z nich jest idealizm, który zakłada, że jako jedyna istnieje substancja mentalna („psychiczna”/„duchowa”/...) Skrajny idealizm, jaki reprezentował np. George Berkeley (idealizm subiektywny), jest rzadki we współczesnej myśli zachodniej. Istnieje jednak pokrewna forma tego stanowiska zwana panpsychizmem, zgodnie z którą wszystkie rzeczy mają charakter po części psychiczny (Whitehead pisał, że elementarną jednostką świata jest „kropla doświadczenia”, zob. niżej), przez co u podstaw zjawisk fizycznych również znajduje się doświadczenie. Zwolennikami takiego stanowiska byli Alfred North Whitehead i David Ray Griffin.
Fenomenalizm jest teorią zakładającą, że istnieją jedynie reprezentacje (lub dane zmysłowe) obiektów zewnętrznych. Taki pogląd został na krótko przyjęty przez Bertranda Russella i wielu logicznych pozytywistów w I połowie XX wieku, np. Alfreda Ayera.
Kolejna możliwość to zaakceptowanie istnienia fundamentalnej substancji, która nie jest ani fizyczna, ani psychiczna. Psychiczne i fizyczne mogłyby być natomiast właściwości tej jednej neutralnej substancji (neutral stuff). Takie stanowisko zostało przyjęte przez Barucha Spinozę i spopularyzowane przez Ernsta Macha w XIX wieku. Ów monizm neutralny, jak się zwykle określa to stanowisko, można potraktować jako stopień pośredni między monizmem a dualizmem.

### Monizm fizykalistyczny
Monizm fizykalistyczny to pogląd, że owym jedynym istniejącym typem bytu są przedmioty fizyczne. (Używane czasem określenie „przedmioty materialne” (stąd: monizm materialistyczny) jest mniej precyzyjne ze względu na trudności z definicją terminu „materia”. Określenie „fizyczny” odnosi się po prostu do tego, co istnieje zgodnie ze współczesnym stanem fizyki).

#### Behawioryzm
Behawioryzm stanowił jedną z ważniejszych szkół w psychologii przez znaczną część XX wieku, zwłaszcza w pierwszej połowie. W psychologii behawioryzm rozwijany był jako reakcja na niedoskonałości introspekcjonizmu. Introspektywne spostrzeżenia na temat własnego życia wewnętrznego nie podlegają intersubiektywnym, ilościowym badaniom i nie mogą być wykorzystywane do tworzenia ścisłych przewidywań. Behawioryści twierdzili, że psychologia nie może być naukowa, dopóki nie będzie w jej ramach możliwe jednolite uogólnianie na podstawie wielu przypadków i badanie z perspektywy trzecioosobowej. W związku z tym wyeliminowano ideę wewnętrznego życia psychicznego (a więc istniejący niezależnie umysł) i skupiono się na opisie zachowania, które jest łatwe do zaobserwowania.
Równolegle do tych wydarzeń w psychologii rozwinął się behawioryzm filozoficzny (czasami nazywany logicznym behawioryzmem). Jego twórcy powoływali się na zasadę weryfikacjonizmu, zgodnie z którą wypowiedzi o życiu wewnętrznym jako nieweryfikowalne – powinny zostać wyeliminowane z opisu naukowego. O ile więc behawioryzm był w psychologii właściwie regułą metodologiczną, na gruncie filozofii umysłu określenie to odnosi się już do tezy metafizycznej: nie istnieje rzeczywistość mentalna „schowana” za zachowaniami. Dla behawiorystów stany psychiczne nie są więc stanami wewnętrznymi, z których można by zdać sprawozdanie. Są to po prostu opisy zachowań lub skłonności/dyspozycji do zachowywania się w określony sposób, utworzone przez osoby trzecie, aby wyjaśnić i przewidzieć czyjeś zachowanie.
Na gruncie filozofii behawioryzm wypadł z łask w drugiej połowie XX wieku, co zbiegło się z rozwojem kognitywistyki. Kognitywistyka odrzuciła behawioryzm ze względu na kilka dostrzegalnych problemów. Przykładowo, behawioryzm może być uznany za sprzeczny z intuicją, gdyż w jego ramach ktoś, kto zgłasza, że doświadcza bolesnych bólów głowy, mówi o swoim zachowaniu.

#### Teoria identyczności typów

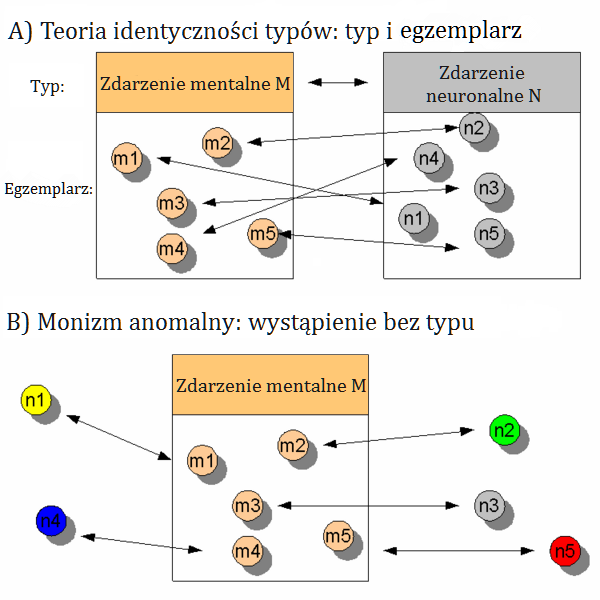
Porównanie klasycznej teorii identyczności i monizmu anomalnego. Wedle teorii identyczności, każde wystąpienie egzemplarza stanu mentalnego przynależnego do jednego typu odpowiada fizycznemu egzemplarzowi przynależnemu do jednego typu fizycznego. Wedle monizmu anomalnego, odpowiedniość pomiędzy egzemplarzami może wykroczyć poza odpowiedniość typów. Otrzymujemy wtedy identyczność egzemplarzy.

Teoria identyczności typów (type identity theory; określa się ją także terminami: fizykalizm typiczny, redukcjonizm materialistyczny, teoria identyczności umysłu-ciała) stanowi bezpośrednią reakcję na fiasko programu behawioryzmu. Została opracowana przez Johna Smarta i Ullina Place’a. Filozofowie ci zakładali, że jeśli stany mentalne są czymś materialnym, ale jednocześnie nie są zachowaniem, to są najprawdopodobniej identyczne ze stanami mózgu. Uproszczając sprawę: stan mentalny A nie jest niczym innym jak stanem mózgu B. Stan mentalny „ochota na filiżankę kawy” byłby więc niczym ponad „aktywacją określonych neuronów w określonym regionie mózgu”.
Teoria identyczności typów napotyka na silną przeszkodę w postaci tezy o wielorakiej realizowalności sformułowanej przez Hilary’ego Putnama. Niepodobna wątpić w to, że nie tylko ludzie mogą, przykładowo, odczuwać ból. Odczuwa go także wiele gatunków zwierząt. Jednakże wydaje się wysoce nieprawdopodobnym, że u wszystkich tych zróżnicowanych organizmów doświadczających bólu mózgi występują w tym samym stanie. Jeśli zaś to prawda, to ból nie może być tożsamy z określonym stanem mózgowym. Dany stan mentalny może być więc realizowany wielorako – np. w mózgu człowieka i mózgu oposa. Wniosek: teoria identyczności typów nie jest uzasadniona empirycznie.
Z drugiej strony, nie oznacza to, że powinniśmy odrzucić wszelkie teorie identyczności. Wedle teorii identyczności egzemplarzy (token identity theory) to, że pewien stan mózgowy jest połączony z wyłącznie jednym stanem mentalnym, nie musi oznaczać, że pomiędzy typami stanów mentalnych i typami stanów mózgowych zachodzi absolutna korelacja. Rozróżnienie typów (types) i egzemplarzy (tokens) może zostać przedstawione przez prosty przykład: słowo „niebieski” składa się z sześciu typów liter (n,i,e,b,s,k), ale z dziewięciu egzemplarzy (jednego ‘n’, trzech ‘i’, dwóch ‘e’, jednego ‘b’, jednego ‘s’, jednego ‘k’). Sednem teorii identyczności egzemplarzy jest to, że tylko poszczególne egzemplarze stanów mentalnych są identyczne z poszczególnymi wystąpieniami egzemplarzy zdarzeń fizycznych. Nie ma identyczności typów, ale każdy stan mentalny jest fizyczny.

#### Funkcjonalizm
Funkcjonalizm został sformułowany przez Hilary’ego Putnama i Jerry’ego Fodora w odpowiedzi na niedoskonałości teorii tożsamości. Putnam i Fodor ujmowali stany psychiczne w kategoriach obliczeniowej teorii umysłu. W tym samym czasie lub nieco później D.M. Armstrong i David Kellogg Lewis sformułowali wersję funkcjonalizmu, w którym pojęcia psychologii potocznej rozumiane są w kategoriach ról funkcjonalnych. Inna jego odmiana, psychofunkcjonalizm, jest podejściem przyjętym przez naturalistyczną filozofię umysłu Jerry’ego Fodora i Zenona Pylyshyna.
Teza, która łączy te wszystkie odmiany funkcjonalizmu głosi, że kluczowe dla zrozumienia stanów psychicznych jest poznanie ich związków przyczynowych z innymi stanami psychicznymi oraz „wejściami” (od narządów zmysłów) i „wyjściami” (np. do narządów ruchu). Oznacza to, że funkcjonalizm abstrahuje od tego, w jaki konkretnie sposób realizowany jest dany stan mentalny, podkreślając natomiast jego (niementalne) właściwości funkcjonalne. Przykładowo, funkcją nerki jest filtrowanie krwi i utrzymywanie równowagi chemicznej. Z tego punktu widzenia nie ma znaczenia, czy nerka składa się z tkanki organicznej, nanorurek plastikowych czy układów krzemowych. To rola, jaką odgrywa, i jej relacje z innymi organami definiują ją jako nerkę.

#### Materializm eliminacyjny
Materializm eliminacyjny (eliminacjonizm) to stanowisko, zgodnie z którym wszystkie aspekty naszej zdroworozsądkowej psychologii ulegną kiedyś redukcji do dojrzałej neuronauki kognitywnej.
Istnieje szereg odmian materializmu eliminacyjnego, ale wszystkie utrzymują, że „psychologia zdroworozsądkowa” – która jest dualistyczna – jest błędna.
Niektórzy eliminacjoniści, tacy jak Paul i Patricia Churchland, argumentują, że tylko w ramach błędnej psychologii zdroworozsądkowej poznanie opiera się na strukturach podobnych do zdań, co może skłaniać niektórych do wyraźnego oddzielania od siebie mózgu i treści naszych świadomości, np. myśli. Tymczasem, jak twierdzą, lepszymi modelami tego, jak funkcjonuje umysł, są modele „sieciowe” (zob. też koneksjonizm), w ramach których procesy poznawcze wyłaniają się z aktywności sieci neuralnych i nie ma potrzeby powoływania się na niezależnie od nich istniejące „przekonania” czy „sądy”.
Churchlandowie często przywołują los innych błędnych teorii i ontologii, które powstały na przestrzeni dziejów. Przykładowo, astronomia ptolemejska przez wiele wieków służyła tłumaczeniu i przewidywaniu ruchów planet, ale w końcu ten model układu słonecznego został odrzucony („wyeliminowany”, stąd „eliminacjonizm”) na rzecz modelu kopernikańskiego. Churchlandowie uważają, że podobny los czeka model umysłu jako „przeżuwacza zdań”, w ramach którego myśl i zachowanie są skutkiem manipulowania stanów zdaniopodobnych znanych tradycyjnie jako postawy propozycjonalne.

#### Fizykalizm nieredukcyjny i monizm anomalny
Filozofowie niebędący redukcjonistami przedstawiali dwie zasadnicze tezy dotyczące problemu umysł-ciało:
1) Fizykalizm jest słuszny – stany mentalne muszą być stanami fizycznymi.
2) Wszelkie redukcjonistyczne propozycje nie są satysfakcjonujące: stany mentalne nie mogą być zredukowane do zachowania, stanów mózgu czy stanów funkcjonalnych.
W związku z tym powstaje pytanie, czy w dalszym ciągu może istnieć nieredukcyjny fizykalizm. Monizm anomalny Donalda Davidsona jest próbą sformułowania takiego fizykalizmu. Davidson odwołuje się do pojęcia superweniencji. Mówi się, że zbiór własności A superweniuje na innym zbiorze B wtedy, gdy jeśli jakieś dwa obiekty różnią się ze względu na własności A, to muszą również różnić się ze względu na własności B. Innymi słowy, nie może nastąpić zmiana w obiektach jednego zbioru, jeśli nie dokona się równocześnie zmiana w drugim zbiorze; i odwrotnie. Zdaniem Davidsona stany mentalne superweniują na stanach fizycznych, ale nie są do nich redukowalne.
Superweniencja jest więc zależnością funkcjonalną: nie może zajść żadna zmiana mentalna bez pewniej zmiany fizycznej – występuje więc związek przyczynowy pomiędzy tym, co psychiczne, i tym, co fizyczne, jednak nie występuje redukcja ontologiczna (dlatego stanowisko to należy mimo wszystko do szeroko rozumianego monizmu).

### Monizmy niefizykalistyczne

#### Idealizm
Idealizm jest formą monizmu, w ramach którego uważa się, że „pierwszeństwo metafizyczne” mają umysły i treści mentalne. Idealiści uznają, że nie trzeba właściwie tłumaczyć, w jaki sposób ciało generuje myśli. Ponieważ wszyscy mamy bezpośredni dostęp do treści świadomości i są one najbardziej samooczywistą płaszczyzną bytu, to pytanie brzmi raczej, w jaki sposób i dlaczego umysł wytwarza sobie pojęcia świata zewnętrznego, przedmiotów fizycznych itp.
Świat, ciało ludzkie i inne przedmioty uważane są przede wszystkim za zjawiska dziejące się w umyśle. Idealizm jest wyraźny w religiach i myśli filozoficznej Wschodu. W historii filozofii zachodniej przeszedł przez szereg cykli popularności i odrzucenia; jednym z najbardziej znanych przedstawicieli w Europie był George Berkeley.
Różne odmiany idealizmu mogą zakładać istnienie wielu umysłów (idealizm pluralistyczny), jednego umysłu (solipsyzm), pojedynczego Absolutu, Anima Mundi, Jedni (zob. też: panenteizm).

#### Panpsychizm
Panpsychizm to stanowisko, że materia posiada aspekt mentalny, inaczej mówiąc, że wszystkie obiekty posiadają swój własny „ośrodek doświadczania” lub swój „punkt widzenia”. Stanowisko to można uznać za formę dualizmu własności, ponieważ traktuje się tu wszystko jako mające równocześnie właściwości mentalne i fizyczne. W zależności od stopnia złożoności przedmiotu jego aspekt mentalny może być tak prosty, że w zasadzie niezauważalny (np. aspekt mentalny atomu czy pojedynczej cząsteczki), lub bardziej rozwinięty – i to wtedy przedmiotowi temu przypisujemy „psychikę”.
Spotyka się też czasem termin „pan-eksperiencjalizm” (panexperientalism), zwłaszcza w odniesieniu do filozofii procesu A.N. Whiteheada. Whitehead uważał, że elementarną jednostką metafizyczną świata jest „zaistnienie aktualne”, czyli mikroskopijny proces posiadający swój aspekt subiektywny; „kropla doświadczenia” (stąd termin pan-eksperiencjalizm, od ang. experience, doświadczenie). Termin ten ma podkreślać fakt, że w filozofii procesu elementarne zaistnienie aktualne nie ma „psychiki” w takim sensie, w jakim ma ją człowiek (jako złożony twór, obdarzony pamięcią, wolą, różnorakimi zdolnościami poznawczymi); a jednak jest czymś, co doświadcza; podmiotem.

#### Monizm neutralny
Monizm neutralny to pogląd metafizyczny, według którego umysł i ciało są dwoma sposobami organizowania lub opisywania jednej substancji. Zaprzecza się więc fundamentalnej różnicy pomiędzy umysłem i ciałem. Moniści neutralni twierdzą raczej, że Wszechświat składa się z tylko z „substancji neutralnej” (neutral stuff) która nie jest ani umysłowe, ani cielesne. Owe substancje neutralne mogą posiadać w sobie właściwości, które zazwyczaj interpretuje się jako właściwe tylko pierwszoosobowym („subiektywnym”) doświadczeniom, jak barwa, zapach itp. (np. qualia).
Wskazuje się niemniej na jedną różnicę między monizmem neutralnym a teorią dwóch aspektów. Niektórzy filozofowie – m.in. William James i Ernst Mach  – twierdzą, że teoria dwóch aspektów jest po prostu zwykłym dualizmem, ponieważ postuluje istnienie dwóch nieredukowalnych do siebie aspektów rzeczywistości – psychicznego i fizycznego. Monizm neutralny miałby natomiast postulować istnienie bytów tylko jednego typu, które czasem określamy jako fizyczne lub psychiczne. Wynika to tylko z kontekstu danej grupy neutralnych elementów i związków, w które one wchodzą.

## Problem umysł-ciało jako tajemnica
Misterianizm to pogląd polegający na tym, że problem relacji umysłu z ciałem uważa się za nierozwiązywalny w perspektywie aktualnej nauki a być może w ogóle wykraczający poza poznawcze zdolności człowieka. Głównym przedstawicielem misterianizmu jest Colin McGinn, który zakłada, że ludzki umysł nie ma dostatecznych narzędzi do pojęcia problemu świadomości, a nasze próby rozwiązania zagadki świadomości są takie, jak gdyby słonie próbowały poznać podstawowe prawa fizyki.
Inną opinię prezentuje Thomas Nagel, mówiący, że rozwikłanie problemu umysł-ciało jest niemożliwe na gruncie współczesnej nauki, ale być może przyszła rewolucja naukowa doprowadzi do powstania czegoś w rodzaju „obiektywnej fenomenologii”, która pozwoli na zbudowanie pomostu pomiędzy subiektywnym doświadczeniem świadomości a jej obiektywnymi fundamentami.

## Problemy naturalizmu
Teza fizykalizmu brzmi, że umysł jest częścią świata materialnego (lub fizycznego). Naturaliści muszą się zmierzyć z takim problemem, że umysł ma pewne własności, których nie wydaje się mieć żadna rzecz materialna. Fizykalizm musi zatem wyjaśnić, jak to jest możliwe, że te własności mogą mimo wszystko wyłonić się z rzeczy materialnych. Projekt dostarczenia tego typu wyjaśnienia jest często określany jako „naturalizacja zjawisk mentalnych”. Do kluczowych problemów tego projektu należą: istnienie qualiów i natura intencjonalności.

### Qualia
Zdarzenia mentalne mogą być odczuwalne na różne sposoby przez różnych ludzi. Problemem jest wytłumaczenie tego fenomenu przy użyciu wyjaśnień naturalistycznych – dlaczego stanom mózgu towarzyszą pewne jakościowe, subiektywne doświadczenia, jak np. doświadczenie bólu.
Wielu wydaje się, że nauka ostatecznie musi wyjaśnić istnienie takich doświadczeń. Wynika to z samej struktury wyjaśnień redukcyjnych: gdy wyjaśnia się redukcyjnie jakieś zjawisko (np. wodę), to wyjaśnia się również wszystkie jego własności (np. płynność, przezroczystość). W przypadku stanów mentalnych oznacza to, że istnieje jakieś redukcyjne wyjaśnienie tego, jak to jest, że mają one cechę bycia doświadczanymi w określony sposób.

### Intencjonalność
Intencjonalność należy do ważnych pojęć tradycji „kontynentalnej” w filozofii umysłu . Oznacza ono z grubsza fakt, że treści świadomości są „o czymś”; są nakierowane ku czemuś. Mamy więc do czynienia z myśleniem o czymś, z życzeniem sobie czegoś, z nakierowaniem swojej uwagi na coś. Uznaje się więc, że częścią elementarnej jednostki świadomości (Husserl określał ją jako fenomen; istnieją też inne nazwy) jest też „przedmiot intencjonalny”; świadomość ma więc charakter „wektorowy”.
Pogląd, że wszystkie stany mentalne są intencjonalne, określa się jako intencjonalizm. Niektórzy filozofowie uważają, że intencjonalizm może stanowić problem dla zwolenników naturalizmu; różne sposoby radzenia sobie z problemem intencjonalności w ramach współczesnej filozofii umysłu omówił m.in. Daniel Dennett.

## Filozofia percepcji
Filozofia percepcji koncentruje się na naturze spostrzeżeń i statusie spostrzeganych danych. Zastanawia się nad tym, w jaki sposób są one związane z przekonaniami i wiedzą o świecie . Każde jasne stanowisko w kwestii percepcji wymaga jakiegoś ontologicznego albo metafizycznego poglądu. Filozofowie wyróżniają internalizm, czyli przekonanie o tym, że spostrzeżenia przedmiotów oraz wiedza i przekonania na ich temat są cechami indywidualnych umysłów; a także eksternalizm, czyli pogląd, że to, co postrzegane, jest elementem niezależnego zewnętrznego świata . Najprostszym stanowiskiem w filozofii percepcji jest naiwny realizm, który polega na przyjmowaniu tezy, że świat jest rzeczywiście takim, jakim się jawi. Bardziej złożone stanowiska to realizm krytyczny oraz antyrealizm, w skład którego wchodzą idealizm i sceptycyzm.

## Filozofia umysłu i nauka
Człowiek jest istotą cielesną, a więc mieści się w obszarze badań nauk przyrodniczych. Ze względu na ścisłe powiązanie procesów mentalnych z procesami cielesnymi, wyjaśnienia dostarczane przez nauki przyrodnicze odgrywają ważną rolę w filozofii umysłu. Istnieje wiele dziedzin naukowych zajmujących się badaniem procesów związanych ze stanami mentalnymi. Badania takie przeprowadza się między innymi na gruncie biologii, informatyki, kognitywistyki, cybernetyki, lingwistyki, medycyny, farmakologii i psychologii.

### Neurobiologia
Biologia, jak każda współczesna nauka przyrodnicza, opiera się na założeniach naturalizmu (ściślej: naturalizmu metodologicznego). Przedmiotem badań w biologii są przede wszystkim procesy fizyczne, które uważa się za leżące u podstaw aktywności mentalnej i zachowania organizmu. Podstawowe założenie biologii w odniesieniu do świadomości można streścić w zdaniu: „nie może zachodzić jakakolwiek zmiana stanów mentalnych, bez jednoczesnej zmiany stanów mózgu”. Jak dotąd nikt nie obalił tej tezy na gruncie obserwacyjnym.

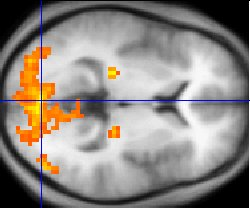
Od lat osiemdziesiątych zaawansowane procedury neuroobrazowania, takie jak fMRI (powyżej), dostarczają wiedzę na temat działania ludzkiego mózgu i tym samym rozjaśniają starożytne problemy filozoficzne

W ramach neurobiologii mieści się wiele subdyscyplin, które zajmują się badaniem związków między tym co fizyczne i tym co mentalne:
- neurofizjologia bada relacje pomiędzy (fizycznymi) procesami neuronalnymi związanymi z odbiorem bodźców zmysłowych a (subiektywnymi) doświadczeniami zmysłowymi[57];
- neuronauki poznawcze badają współzależności pomiędzy procesami poznawczymi (np. pamięć, uczenie się, uwaga) a neuronalnymi;
- neuropsychologia opisuje zależności pomiędzy funkcjonowaniem układu nerwowego – w tym również zaburzeniami – a szeroko rozumianymi zjawiskami psychicznymi (emocje, pamięć, osobowość)[57][58];
- psychologia ewolucyjna bada pochodzenie i rozwój ludzkiego układu nerwowego oraz ontogenetyczny i filogenetyczny rozwój zjawisk mentalnych, poczynając od ich najprymitywniejszych stadiów[55].

Wszystkie te dziedziny wiedzy nakładają swoiste ograniczenia na filozoficzne teorie umysłu. Przykładowo, biologia ewolucyjna opisuje stopniowy rozwój złożoności układów nerwowych w czasie ewolucyjnym – wszelka teoria umysłu musi więc dać się pogodzić z wyłanianiem się zjawisk mentalnych „metodą drobnych kroczków”.
Przy identyfikowaniu procesów neuronalnych, które odpowiadają funkcjom mentalnym, szczególnie skuteczne okazują się być zaawansowane procedury neuroobrazowania – funkcjonalny rezonans magnetyczny, tomografia komputerowa, optogenetyka i in.

### Badania nad sztuczną inteligencją
Informatyka zajmuje się zautomatyzowanym przetwarzaniem informacji. Już od czasu pojawienia się pierwszych komputerów programiści tworzyli programy, które pozwalały komputerom na wykonywanie zadań, do których organizmy biologiczne wydają się potrzebować umysłu. Prostym przykładem jest mnożenie. Niepodobna pomyśleć, że komputery używają do tego umysłu. Czy możliwe jest jednak, że pewnego dnia komputery będą posiadały coś, co zwiemy umysłem? Pytanie to wysunęło się na pierwszy plan wielu debat filozoficznych pod wpływem badań prowadzonych na polu sztucznej inteligencji (SI).
W ramach badań nad sztuczną inteligencją często rozróżnia się dwa programy badawcze, które John Searle określa jako słabą SI i silną SI. Zdaniem Searle’a wyłącznym celem słabej SI jest symulacja stanów mentalnych. Celem programu „silnego” jest stworzenie komputera obdarzonego świadomością podobną do ludzkiej. Początki naukowego programu badawczego silnej SI możemy odnaleźć w pracach Alana Turinga. Próbując odpowiedzieć na pytanie, czy komputery mogą myśleć, sformułował swój słynny test Turinga. Turing twierdził, że można orzec, że dany komputer myśli, jeśli sędzia komunikujący się z nim oraz z człowiekiem nie jest w stanie stwierdzić, który z rozmówców jest maszyną (oczywiście test jest przeprowadzany w taki sposób, że sędzia nie wie z kim rozmawia). Turing postrzegał więc inteligencję maszyny przez pryzmat behawiorystycznego modelu umysłu (inteligencja = inteligentne zachowanie). Test Turinga doczekał się wielu krytycznych analiz. Najprawdopodobniej najsłynniejszą z nich jest argument chińskiego pokoju Searle’a.
Pytanie dotyczące możliwości istnienia qualiów komputerów lub robotów wciąż pozostaje otwarte. Niektórzy informatycy wciąż uważają, że badania nad SI mogą być pomocne przy rozwiązywaniu problemu umysł-ciało. Sugerują oni, że bazując na współzależnościach pomiędzy komputerowym software’em i hardware’em, uda się sformułować teorie, które pomogą nam w zrozumieniu wzajemnych relacji pomiędzy umysłem i ciałem.

### Psychologia
Przedmiotem badań psychologii są różnorakie zjawiska psychiczne. Nauka ta korzysta zazwyczaj z metod empirycznych do badania m.in. emocji, osobowości, pamięci, pamięci operacyjnej, reprezentacji poznawczych, kontroli poznawczej, uwagi. Opisuje ona wzajemne związki występujące pomiędzy zjawiskami psychicznymi, bodźcami zmysłowymi i ludzkim zachowaniem.
Przykład takich badań stanowi psychologia percepcji. Naukowców pracujących na tym polu interesują m.in. reguły rozpoznawania i odróżniania obiektów. Bada się na przykład, w jaki sposób zbliżone do siebie elementy pola wzrokowego lub obiekty poruszające się w tym samym kierunku rozpoznawane zostają jako powiązane ze sobą. Bada się więc relacje między bodźcami wzrokowymi a spostrzeżeniami, jednakże nie mówi przy tym nic o samych stanach spostrzeżeniowych.

### Kognitywistyka
Kognitywistyka to interdyscyplinarna dziedzina wiedzy, badająca m.in. inteligencję i zachowania, reprezentacje i przetwarzanie informacji, percepcję, język, pamięć, rozumowanie i emocje. W ramach tej dyscypliny rozważa się zarówno sam układ nerwowy – ludzki lub zwierzęcy – jak i również modele zjawisk psychicznych dostarczane przez badaczy SI. Kognitywistyka korzysta z wyników wielu dyscyplin badawczych, w tym: psychologii, badań sztucznej inteligencji, filozofii, neuronauk, lingwistyki, antropologii, socjologii, pedagogiki . Analizy przeprowadzane na gruncie kognitywistyki są wielopoziomowe: od uczenia się i procesów przewodzenia sygnału w skali poszczególnych neuronów, po procesy wysokiego poziomu: planowania, decyzji itp.; od poziomu obwodu neuronalnego po modułową organizację mózgu. Mark Rowlands twierdzi, że poznanie jest:
- sprawcze – poza stanami mentalnymi zawiera w sobie także działanie/zachowanie organizmu;
- ucieleśnione – w procesach poznawczych poza mózgiem uczestniczy także całe ciało;
- osadzone – funkcjonuje jedynie w powiązaniu ze środowiskiem;
- emocjonalne – zależne od emocji;
- rozszerzone (potencjalnie) – rozciąga się na środowisko otaczające organizm (np. internet, dalekopisy, podręczniki).

Krytykuje on klasyczne podejście do poznania, które umiejscawia je pomiędzy percepcją a działaniem/zachowaniem, uznając ten podział za sztuczny (takie podejście określa żartobliwie „klasycznym sandwichem”), w którym poznanie jest wciśnięte (jak wędlina pomiędzy dwie kromki chleba) pomiędzy percepcję a działanie. W zamian proponuje podejście, w którym poznanie jest rozumiane jako wytwór ściśle ze sobą powiązanych interakcji, które nie mogą zostać od siebie oddzielone, tak jak to się dzieje w podejściu klasycznym.

## Filozofia umysłu w tradycji kontynentalnej
Przeważająca część tego artykułu skupiona jest na jednym stylu lub tradycji filozofowania w kulturze współczesnego Zachodu, zazwyczaj nazywanej filozofią analityczną (czasami określanej jako filozofia anglosaska). Istnieje jednak wiele innych szkół myślenia, czasami określanych wspólnie szerokim, choć nieostrym terminem „filozofia kontynentalna”. Choć rozmaite są tu przedmioty i metody, w relacji do filozofii umysłu większość szkół podpadających pod tę kategorię (fenomenologia, egzystencjalizm itp.) może być ogólnie widziana jako różniące się od szkoły filozofii analitycznej w tym sensie że skupiają się one mniej na języku i analizie logicznej, a za to uwzględniają inne formy rozumienia egzystencji i doświadczenia ludzkiego. W konkretnym odniesieniu do dyskusji na temat umysłu, przekłada się to na próby uchwycenia pojęcia myśli czy doświadczenia zmysłowego na sposób, który nie polega jedynie na analizie form językowych.
„Krytyka Czystego Rozumu” Immanuela Kanta, opublikowana po raz pierwszy w 1781 roku i wznowiona ze znacznymi zmianami w 1787, stanowi istotny wkład w to, co dopiero później określono jako „filozofię umysłu”. „Krytyka” uchodzi powszechnie za jedno z najbardziej znaczących dzieł współczesnej filozofii świata zachodniego. Wpływ Kanta zaznaczony jest zarówno w obszarze kontynentalnej, jak i filozofii analitycznej. Dzieło Kanta stanowi studium świadomości transcendentalnej, funkcjonowania umysłu jako poczętego poprzez uniwersalne kategorie świadomości.
W filozofii umysłu (często określanej jako „filozofia ducha”) G.W.F. Hegla, omówionej m.in. w trzeciej części jego „Encyklopedii nauk filozoficznych”, Hegel omawia trzy różne typy umysłu: „subiektywny umysł/duch” – umysł jednostkowy; „obiektywny umysł/duch” – umysł społeczeństwa i państwa oraz „Absolutny Duch/Umysł”, który przejawia się poprzez religię, sztukę i filozofię.
W 1896 Henri Bergson w tekście pt. „Materia i pamięć” („Eseju na temat relacji między ciałem a duszą”, jak głosi podtytuł) stanowczo argumentował w sprawie istnienia różnicy ontologicznej między ciałem a umysłem. Ów ogólny problem Bergson omówił, odnoszą się do szczegółowej kwestii pamięci, analizując m.in. przypadki afazji. W czasach nam współczesnych dwie główne szkoły powstałe w odpowiedzi na lub opozycji do tradycji heglowskiej to fenomenologia i egzystencjalizm.
Fenomenologia, za założyciela której uważa się Edmunda Husserla, skupia się na zawartości ludzkiego umysłu w takim sensie, w jakiej zjawiska nam się przydarzają. Fenomen jest więc tym czymś, co przejawia się w strumieniu świadomości, w idealnych warunkach na sposób niezinterpretowany.
Egzystencjalizm, którego wczesnym przedstawicielem był Søren Kierkegaard, skupia się na ciężarze ludzkiego losu, na tym jak radzą sobie ludzie postawieni przed faktem bycia. Fenomenologia egzystencjalna stanowi dużą gałąź filozofii kontynentalnej, zakorzenionej w pracach Husserla, której najpełniejszy wyraz dali m.in.: Martin Heidegger, Jean-Paul Sartre, Simone de Beauvoir i Maurice Merleau-Ponty.

## Problem wolnej woli
Główny artykuł: Wolna wola
W kontekście filozofii umysłu problem wolnej woli nabiera nowego znaczenia. Jest to z pewnością ważne zagadnienie, przynajmniej dla deterministów materialistycznych. Zgodnie z ich poglądem, prawa przyrody całkowicie determinują działanie świata materialnego. Stany mentalne, a związku z tym również wolna wola, byłyby stanami materialnymi, co oznacza, że ludzkie zachowania i decyzje byłyby całkowicie określone/zdeterminowane przez prawa przyrody – ludzie nie mają wpływu na to, czego chcą i co robią. Nie są więc wolni.
Z jednej strony to rozumowanie jest odrzucane przez kompatybilistów. Ci, którzy przyjmują to stanowisko, sugerują, że na pytanie „Czy jesteśmy wolni?” można odpowiedzieć jedynie gdy ustalimy, co oznacza słowo „wolny”. Przeciwieństwem terminu „wolny” nie jest: „spowodowany” (wywołany przez jakąś fizyczną przyczynę), ale: „zmuszony”/„przymuszony”. Błędem jest utożsamianie wolności z indeterminizmem. Wolny akt występuje wtedy, gdy to, co dana osoba zrobi, zależy od jej decyzji, a nie od zewnętrznych okoliczności. W tym sensie osoba może być wolna nawet, gdy determinizm jest prawdą, o ile tylko ma poczucie, że podejmuje decyzję, a nie jest przymuszona do określonego zachowania. Ważnym przedstawicielem kompatybilizmu był David Hume. W ostatnim czasie, obrońcą tego stanowiska jest np. Daniel Dennett.
Z drugiej strony występuje stanowisko zwane inkompatybilizmem. Jego zwolennicy twierdzą, że wolna wola nie jest do pogodzenia z determinizmem. Pośród inkompatybilistów wyróżniają się libertarianie, którzy uznają, że wolna wola istnieje, a więc – zgodnie z tezą inkompatybilizmu – występuje indeterminizm. W praktyce stopień, w którym nasze decyzje są wolne, jest uzależniony od okoliczności.

## Jaźń
Główny artykuł: Jaźń
Filozofia umysłu ma również istotne konsekwencje dla koncepcji jaźni. Jeśli przez „jaźń” lub „Ja” odnosimy się do zasadniczego, niezmiennego jądra/trzonu/rdzenia osoby, to większość współczesnych filozofów umysłu będzie twierdzić, że nic takiego nie istnieje. Jaźń jako niezmienny i zasadniczy rdzeń wywodzi się z idei niematerialnej duszy. Taki pomysł jest nie do przyjęcia dla większości współczesnych filozofów, ze względu na dominującą orientację fizykalistyczną, a także powszechną wśród filozofów akceptację krytyki pojęcia „ja” dokonanej przez Davida Hume’a. Hume twierdził, że nie jest w stanie przyłapać się na nierobieniu, niemyśleniu lub nieodczuwaniu niczego. Pośród współczesnych filozofów, którzy uważają jaźń za złudzenie, jest m.in. Daniel Dennett.
Z drugiej strony, zdaniem niektórych filozofów, np. Josepha LeDoux, w świetle badań empirycznych z zakresu psychologii rozwojowej, biologii rozwojowej i neuronauk wydaje się uzasadnione, że istnieje pewne zasadnicze „jądro” w mózgu odpowiadające z grubsza temu, co niezmienne na poziomie mentalnym. Wskazuje się na przykład na fakt, że pewne cechy strukturalne organizacji mózgu – nawet na bardzo niskich poziomach organizacji sieci neuronalnej – pozostają niezmienne mimo zmieniających się połączeniach synaptycznych.

## Umysł w filozofii Wschodu

### Szkoły dualistyczne
Dualizm substancji jest wspólną cechą wielu ortodoksyjnych szkół hinduistycznych, w tym sankhja, njaja, joga i dwajtawedanta. W szkołach tych podkreśla się wyraźną różnicę między materią a niematerialną, nieśmiertelną duszą ulegającą sansarze – cyklowi śmierci i odrodzenia. W szkoła njaja twierdzi się, że cechy takie jak poznanie i pożądanie są nieodłącznymi cechami występującymi nie tylko w czymś wyłącznie materialnym, a więc przez proces eliminacji musi należeć do niematerialnej jaźni, atmana. Wiele z tych szkół podkreśla, że ich celem duchowym jest moksza (wyzwolenie z cyklu reinkarnacji).

### Monistyczny idealizm wedanty
W adwajcie (adwajtawedancie), VIII-wiecznym poglądzie filozofa Śankara, umysł, ciało i świat są tym samym, niezmiennym i wiecznie świadomym podmiotem zwanym Brahmanem. W adwajcie (słowo „adwajta” oznacza „niedwoistość”) uważa się, że wszystko, co istnieje, jest czystą i absolutną świadomością. Fakt, że świat wydaje się składać ze zmieniających się bytów jest iluzją (zob. maja). Jedyną rzeczą, która istnieje, jest Brahman, opisany również jako satćitananda (byt, świadomość i szczęście). Ideę adwajty dobrze ujmuje m.in. następujący werset: „Brahman jest samą prawdą, a ten świat jest błędem; indywidualna jaźń nie różni się od Brahmana”.